# Franz von Papen

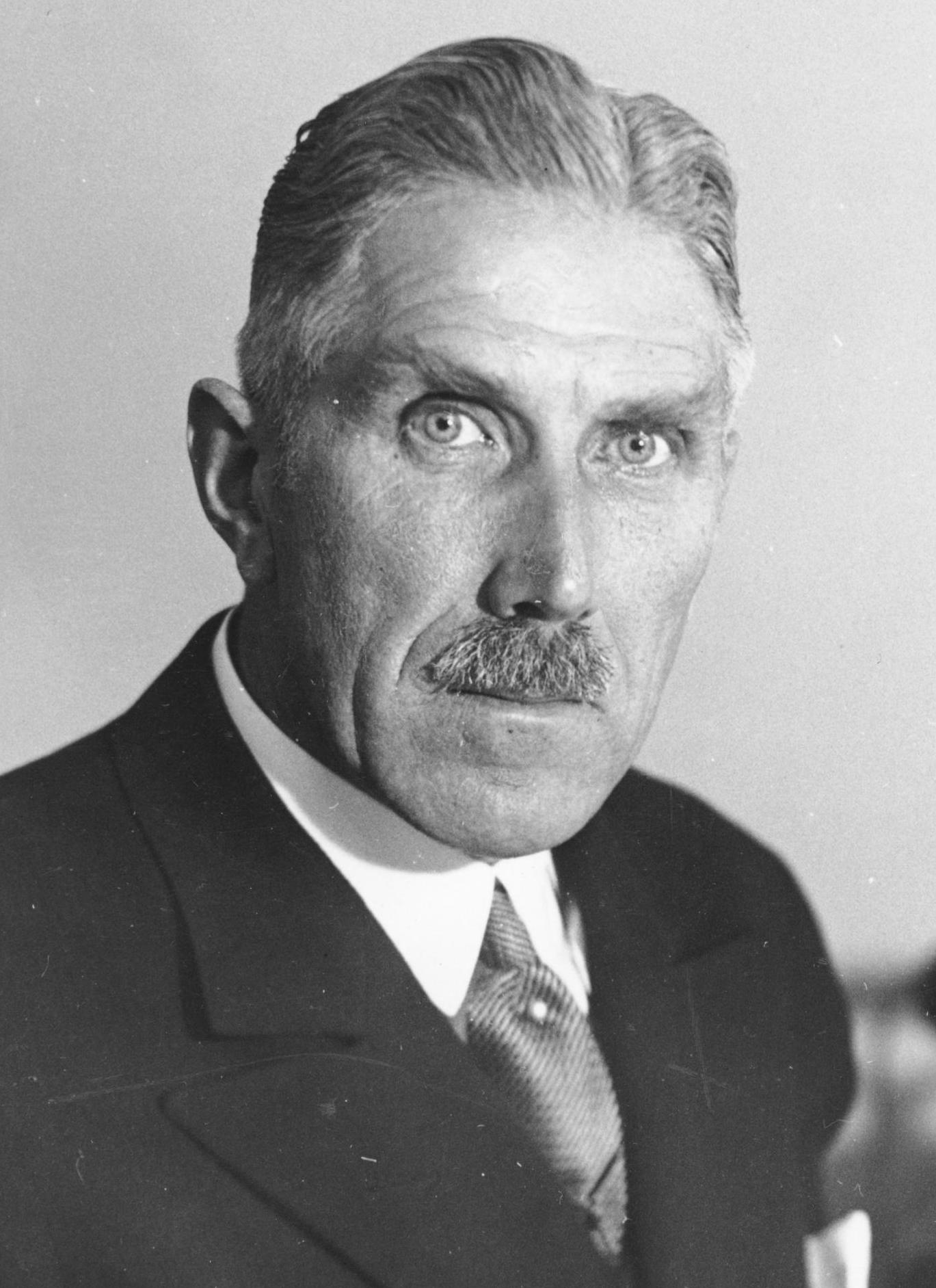
Franz von Papen (1933)

Franz Joseph Hermann Michael Maria von Papen, Erbsälzer zu Werl und Neuwerk (* 29. Oktober 1879 in Werl; † 2. Mai 1969 in Obersasbach) war ein deutscher Militär, Politiker (1921 bis 1932 Deutsche Zentrumspartei, dann parteilos, 1938 NSDAP) und Diplomat, der am Ende der Weimarer Republik entscheidend dazu beitrug, Adolf Hitler und die NSDAP an die Macht zu bringen. Er war 1932 kurzzeitig Reichskanzler und von 1933 bis 1934 Vizekanzler unter Hitler.
Der frühere Berufsoffizier und Abgeordnete im Preußischen Landtag, im Juni 1932 von Reichspräsident Paul von Hindenburg zum Kanzler ernannt, entmachtete in seiner nur halbjährigen Amtszeit mit dem sogenannten Preußenschlag die SPD-geführte Regierung des Freistaats Preußen. Damit schwächte er sowohl den Föderalismus als auch die Demokratie in Deutschland. Nach seinem Sturz im Dezember 1932 handelte er mit Hitler, den er glaubte kontrollieren zu können, die Bildung einer Koalitionsregierung zwischen der nationalkonservativen DNVP und der NSDAP aus. Im Kabinett Hitler übernahm er am 30. Januar 1933 das Amt des Vizekanzlers, wurde aber rasch entmachtet und nach dem sogenannten „Röhm-Putsch“ im Juli 1934 zum Rücktritt veranlasst. Anschließend war er Gesandter und Botschafter des Deutschen Reiches in Wien und Ankara.
Nach dem Zweiten Weltkrieg wurde er im Nürnberger Prozess gegen die Hauptkriegsverbrecher vor dem Internationalen Militärgerichtshof angeklagt, am Ende aber in allen Anklagepunkten freigesprochen. Im Rahmen der Entnazifizierung stufte ihn eine Spruchkammer am 24. Februar 1947 als Hauptschuldigen ein und verurteilte ihn zu acht Jahren Arbeitslager. Nach dem Einspruch der Berufungskammer Nürnberg vom 26. Januar 1949 wurde er jedoch vorzeitig entlassen.

## Leben und Wirken

### Leben im Kaiserreich (1879–1918)

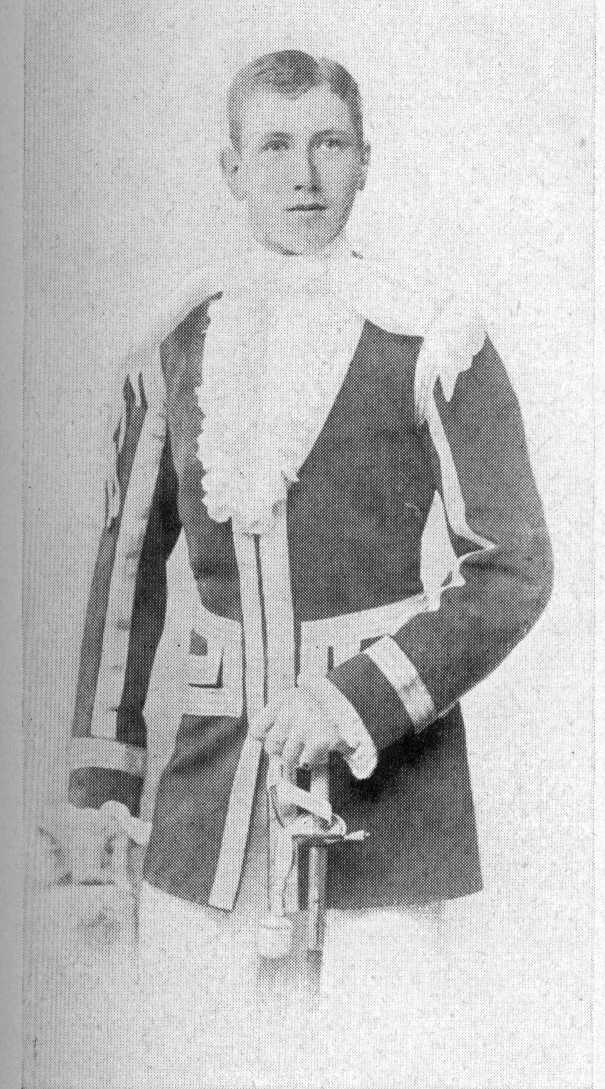
Franz von Papen als Page am Kaiserlichen Hof in Berlin (1897)

#### Herkunft und Laufbahn
Franz von Papen entstammte der Familie von Papen-Koeningen, der älteren Linie des westfälischen Adelsgeschlechtes von Papen, das als Erbsälzer, das heißt durch Salzgewinnung, in Werl zu Reichtum und Adelstitel gekommen war. Er wurde als drittes von fünf Kindern des katholischen Offiziers und Grundbesitzers Friedrich von Papen-Köningen geboren. Als er elf Jahre alt war, schickten ihn seine Eltern auf seinen eigenen Wunsch hin auf eine Kadettenschule. Die Ausbildung dort legte den Grundstein für seine weitere militärische Karriere. Sie führte ihn über das Königliche Pagenkorps am Hof des Kaisers und das Westfälische Ulanen-Regiment Nr. 5 in Düsseldorf bis in den Generalstab, dem er ab 1913 als Hauptmann angehörte. Dort machte er zahlreiche, für seine spätere Laufbahn entscheidende Bekanntschaften, so unter anderem mit Kurt von Schleicher. Außerdem galt Papen als begeisterter und erfolgreicher Reitsportler.

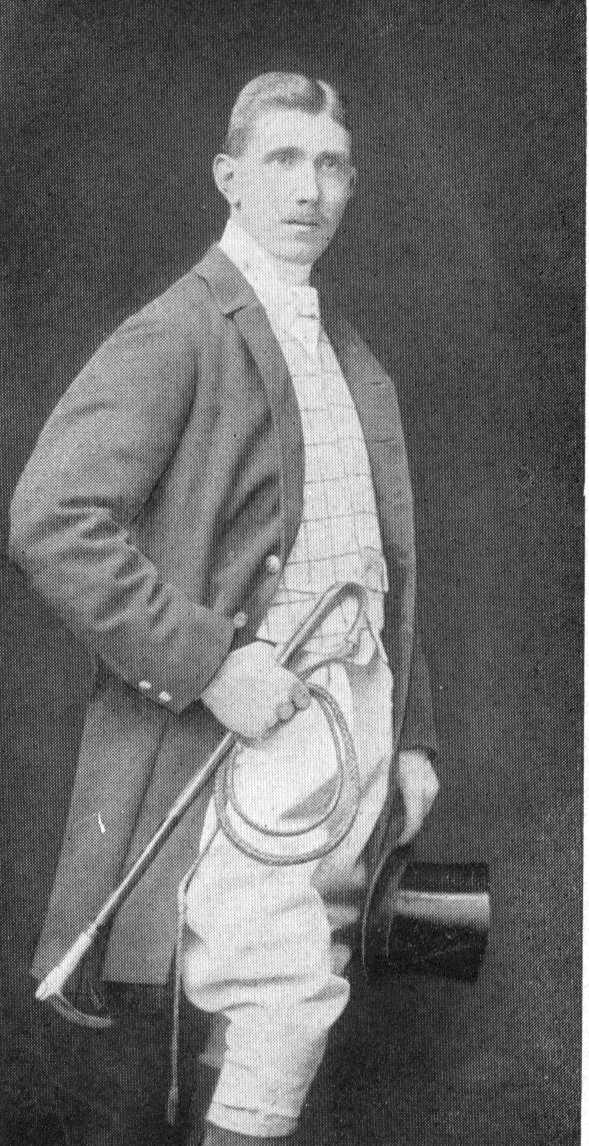
Der „Herrenreiter“: Papen 1903 in Reitbekleidung.

1905 heiratete Papen Martha von Boch-Galhau (1880–1961), eine der Erbinnen der bekannten Keramikdynastie Villeroy & Boch. Sie brachte neben beträchtlichen Finanzmitteln auch ein Hofgut in Wallerfangen (Saar) in die Ehe ein, das seit 1905 als Gut Papen bekannt war und sich noch heute im Besitz der Familie befindet. Außerdem gewann er durch seine Frau für seinen späteren Werdegang entscheidende Kontakte zu rheinischen Industriellenkreisen. Aus der Ehe gingen ein Sohn, Friedrich Franz von Papen (1911–1983), und vier Töchter hervor: Antoinette (1906–1993), Margaretha (1908–1995), Isabella (1914–2008) und Stefanie von Papen (1919–2016). Antoinette von Papen war seit 1926 mit dem Juristen und Staatsbeamten Max von Stockhausen verheiratet, während Isabella von Papen mit Wilhelm Freiherr von Ketteler verlobt war, einem engen Mitarbeiter von Papens, der 1938 vom Sicherheitsdienst der NSDAP ermordet wurde.

#### Militärattaché in Washington (1913–1915)

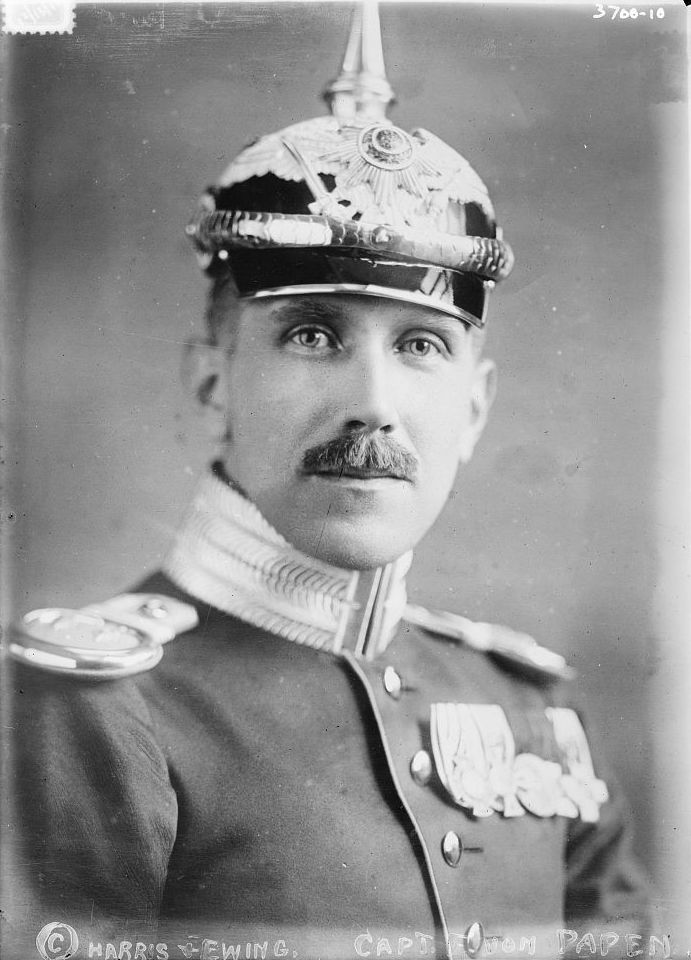
Franz von Papen als deutscher Militärattaché in Washington, D.C. (1914)

Seit September 1913 hielt sich Papen in den USA auf und wurde am 13. Januar 1914 als Militärattaché an der deutschen Botschaft in den USA notifiziert. Er war ab diesem Zeitpunkt zuständig für die USA und Mexiko. Diesen diplomatischen Posten hatte er vor allem den guten Beziehungen seines Vaters zu Kaiser Wilhelm II. zu verdanken, mit dem dieser gemeinsam studiert hatte. In den USA lernte er zahlreiche Persönlichkeiten des politischen und öffentlichen Lebens kennen, die damals untergeordnete Führungspositionen bekleideten, aber später etwa zur selben Zeit wie er selbst in die obersten Staatspositionen aufrückten, wie etwa Franklin D. Roosevelt oder Douglas MacArthur, dem er während der Wirren der mexikanischen Revolution 1914 zur Flucht aus Veracruz verhalf. Während des Ersten Weltkriegs kam den beiden Attachéstellen in Washington und Mexiko eine große politische Bedeutung zu, da keiner der mit Deutschland verbündeten Staaten entsprechende Attachés in diesem Raum verfügbar hatte. Diesen Anforderungen war von Papen politisch und moralisch nicht gewachsen. Dazu kam, dass schon mit Beginn seines Einsatzes die militärische Bedeutung der USA durch den deutschen Generalstab des Heeres völlig unterschätzt wurde.
Bereits vor Ausbruch des Ersten Weltkrieges wurde er unter Ausnutzung seiner diplomatischen Immunität in den USA nachrichtendienstlich tätig, was im Gegensatz zur tatsächlichen Rolle und Akzeptanz eines Militärattachés stand. Auch in Mexiko versuchte er mit illegitimen Mitteln eine deutschfreundliche Haltung herbeizuführen. Gemeinsam mit Karl Boy-Ed, dem deutschen Marineattaché, und Heinrich Albert, einem ehemaligen Handelsattaché, baute Papen einen Spionage- und Sabotagering über ganz Nordamerika auf. Diese geheimdienstlich tätige Gruppe sammelte kriegswichtige Informationen, verteilte gefälschte Pässe neutraler Staaten an deutsche Heeresreservisten, um ihnen die Einreise aus den Vereinigten Staaten nach Deutschland durch die britische Seeblockade hindurch zu ermöglichen. Sie versorgten deutsche Schiffe im Pazifik von San Francisco aus mit Versorgungsgütern und meldeten die Abfahrtzeiten und Ladung US-amerikanischer Schiffe nach Berlin. Sie beging Sabotageakte und hantierte mit biologischen Kampfstoffen. In amerikanischen Zeitungen schaltete Papen Annoncen, die im Namen der deutschen Botschaft amerikanische Staatsbürger ausdrücklich vor der Reise auf britischen Schiffen warnten. In letzterer Sache wurde Papen unter anderem in Zusammenhang mit der Versenkung der Lusitania, der Sprengung von Verkehrsanlagen und Bereitstellungsräumen für Waffen gebracht.
Die von ihm gegründete Scheinfirma „Bridgeport Projectile Company“ in Connecticut sollte die Produktionskapazitäten jener amerikanischen Industriebetriebe, die für den europäischen Kriegsschauplatz verwendungsfähige Güter fabrizierten, mit „Privataufträgen“ derart überlasten, dass für Waffen, Munition und ähnliche kriegsrelevante Güter für die Entente-Staaten keine Kapazitäten mehr frei bleiben würden. So versuchte er etwa, sämtliche Toluol-Ressourcen in den USA aufzukaufen, um so die TNT-Produktion in Amerika unmöglich zu machen. Im Dezember 1915 wurden mehrere Personen dieser Gruppe, darunter auch Papen, wegen der begangenen kriminellen Handlungen, verschwörerischer Tätigkeiten in den USA gerichtlich angeklagt und verurteilt. Den letzten Ausschlag für seine Ausweisung aus den USA gab Ende 1915 die Festnahme eines seiner Informanten Paul Koenig und die erdrückende Beweislage während der Gerichtsprozesse.
Zwar bestritt er den Vorwurf, er sei für die Vorbereitung und Planung der nach seiner Ausweisung 1916 erfolgten Sprengung von Black Tom Island, dem wichtigsten Umschlagsplatz für Munitionsgüter aus den Vereinigten Staaten nach Europa und Eisenbahnlinien auf kanadischem Territorium verantwortlich gewesen, sein Leben lang energisch. So auch noch zu Beginn der 1950er-Jahre in einem Leserbrief an das Time-Magazine. Aber es lagen für diese Attentate und seine personelle Zuordnung gerichtlich bestätigte Beweise und Aussagen seiner Mittäter vor. Für die Vorbereitung dieser Aktionen seit Januar 1915 hatte er den zu seinem Attachébüro gehörenden Nachrichtenoffizier Franz von Rintelen, einen Oberleutnant d.R. Böhm und Oberleutnant a.D. Werner Horn verantwortlich gemacht und alles selbst generalstabsmäßig überwacht. Vom Großen Generalstab in Berlin, nachgewiesen durch Generalstabschef Erich von Falkenhayn, hatte er  die Anweisung erhalten, um den Nachschub aus Kanada aufzuhalten, mit den Vorbereitungen zur Sprengung zu beginnen.
Insgesamt unterliefen ihm bei seiner Arbeit durch arrogantes Verhalten einige Missgeschicke, so dass er, da ein Gerichtsprozess gegen ihn wegen der diplomatischen Immunität nicht durchführbar war,  im Januar 1916 als persona non grata des Landes verwiesen wurde. Bei seiner Heimreise konnte er dank eines Diplomatenpasses die britische Seeblockade mit freiem Geleit passieren und so deutschen Boden erreichen. Im Glauben, dass die diplomatische Immunität seiner Person auch für sein Gepäck gelten würde, wurde er jedoch enttäuscht: Während seiner Kontrolle durch die britische Marine wurden ihm sämtliche Unterlagen, die er mit sich führte, abgenommen, so dass die Briten in den Besitz umfangreicher Geheiminformationen kamen und durch Quittungen, Rechnungsbücher und ähnliche Daten zahlreiche Angehörige von Papens amerikanischer Agentengruppe identifizierten, was eine Reihe von Verhaftungen nach sich zog. Die damit vorliegenden, gerichtlich nutzbaren Beweise führen zu weiteren Ausweisungen und Gerichtsverfahren.

#### Kriegsteilnahme
Nach seiner Rückkehr nach Deutschland wurde Papen vom Kaiser mit dem Eisernen Kreuz ausgezeichnet und dann dem Deutschen Heer zur Verfügung gestellt. Zu seiner Rechtfertigung verfasste er 1917 gemeinsam mit dem Marineattaché Boy-Ed eine Publikation. Im Ersten Weltkrieg diente er zunächst als Bataillonskommandeur an der Westfront. Später war er Generalstabsoffizier im Nahen Osten, danach Oberstleutnant der osmanischen Armee, eingesetzt an der Palästinafront. Während seiner dortigen Tätigkeit im Stab von Erich von Falkenhayn lernte er Joachim von Ribbentrop kennen, eine Bekanntschaft, die für die politischen Vorgänge in Deutschland Anfang 1933 noch große Bedeutung haben sollte. Erst durch Ribbentrops Fürsprache bei Adolf Hitler zugunsten Papens gelang es, dessen zunächst feindselige Haltung gegenüber dem reaktionären katholischen Aristokraten auszuräumen und ihn einem Zweckbündnis gewogen zu machen. Auf der Heimfahrt nach Deutschland machte Papen eine weitere wichtige Bekanntschaft, die mit Paul von Hindenburg.

### Leben in der Weimarer Republik (1918–1933)

#### Ausscheiden aus dem Militär und frühes politisches Wirken
Nach der deutschen Niederlage nahm Papen im Frühjahr 1919 als Major seinen Abschied aus dem Militär. Mit dem Zusammenbruch der Monarchie in Deutschland wurde er zeit seines Lebens nicht fertig, und daher wollte er nicht in der Armee der Weimarer Republik dienen. Franz von Papen ließ sich im selben Jahr als Gutspächter in Dülmen im Münsterland nieder und bewohnte bis zum Jahr 1930 das Haus Merfeld. Er begann politisch tätig zu werden und war zunächst von 1921 bis 1928 für den Wahlkreis Westfalen-Nord Mitglied des Preußischen Landtags. Dort vertrat er als Vorstandsmitglied des Westfälischen Bauernvereins und weiterer landwirtschaftlicher Verbände die agrarischen Interessen seines Wahlkreises und den monarchistischen Flügel der katholischen Zentrumspartei. Dies löste starke Spannungen zwischen ihm und vor allem dem republikanisch-demokratisch ausgerichteten Flügel der Zentrumspartei aus. Papens Weltanschauung basierte auf einem konservativen Christentum und seine Politik erstrebte langfristig die Wiederherstellung einer christlichen und konservativen autoritären Monarchie. Er verurteilte die Parteiführung des Zentrums für die Zusammenarbeit mit der „atheistischen“ SPD und dem „rationalistischen“ Linksliberalismus. Im Landtagswahlkampf 1924 engagierte sich Papen gegen die aus Zentrum, SPD, DDP und DVP bestehende große Koalition in Preußen. Er forderte stattdessen die Bildung einer „Bürgerblockregierung“, also das Ersetzen der SPD durch die DNVP. Sein spektakuläres Auftreten bei der Behandlung mehrerer Misstrauensanträge gegen Ministerpräsident Otto Braun (SPD) erregte in der Presse allgemeines Aufsehen. Anschließend versagte Papen bei der Reichspräsidentenwahl 1925 dem Kandidaten seiner eigenen Partei, Wilhelm Marx, die Unterstützung und trat stattdessen öffentlich für die Wahl Paul von Hindenburgs ein. Das Zentrum wollte ihn daraufhin ausschließen, jedoch hatte Papen im Sommer 1924 ein bedeutendes Aktienpaket der Parteizeitung Germania erworben und wurde im folgenden Jahr zu deren Aufsichtsratsvorsitzendem gewählt, wodurch er über einen publizistischen Sperrriegel verfügte. Zwischen 1928 und 1930 konzentrierte Papen seine politische Tätigkeit auf verschiedene konservative Organisationen, wie zum Beispiel den Deutschen Herrenklub. 1930 siedelte er auf den Besitz seiner Schwiegereltern nach Wallerfangen an der Saar über. Im gleichen Jahr zog er wieder als Abgeordneter in den Preußischen Landtag ein, in dem er bis zum 24. April 1932 saß und weiterhin das Ende der großen Koalition in Preußen und ein Bündnis zwischen Zentrum und DNVP forderte.

#### Pläne für ein antikommunistisches Militärbündnis
Nach Thomas Weingartner fühlte sich die Sowjetunion an ihrer Westflanke nie so bedroht wie zur Regierungszeit Papens, dem ein deutsch-französisches Militärbündnis mit „eindeutiger Spitze gegen die Sowjetunion“ vorschwebte. Mit dem Abschluss des sowjetisch-französischen Nichtangriffspaktes im November 1932 konnte die Sowjetunion laut Weingarter einen großen Erfolg gegen diese Bestrebungen erringen. Papen war ein enger Freund des für seine antisowjetischen Pläne bekannten Industriellen Arnold Rechberg. Am 31. Juli 1927 schrieb Papen an den Zentrumspolitiker und Mitglied des Aufsichtsrats der Deutschen Bank Hans Graf Praschma, „das Vordringlichste der europäischen Politik“ sei die „Beseitigung des bolschewistischen Brandherdes“. In einem Antwortbrief vom 12. August 1927 stimmte Praschma dem ausdrücklich zu. Am 10. Juni 1932, zehn Tage nachdem Papen Reichskanzler geworden war, hielt er im Deutschen Herrenklub, dem unter anderem 100 führende Industrielle und Bankiers, 62 Großgrundbesitzer und 94 ehemalige Minister angehörten, im Beisein der führenden Nationalsozialisten Hermann Göring, Ernst Röhm und Joseph Goebbels eine Rede, in der er sein Projekt, eine gegen die Sowjetunion gerichtete deutsch-französische Koalition, vorstellte, und rief dazu auf, dass sich alle Staaten unter der Parole „Tod dem Bolschewismus“ zusammentun sollten. In mehreren Gesprächen mit französischen Politikern unterbreitete Papen sein antisowjetisches Bündnisangebot. Seine Pläne scheiterten jedoch, und die sowjetische Regierung wurde von französischer Seite über Papens Aktivitäten informiert.

#### Reichskanzler

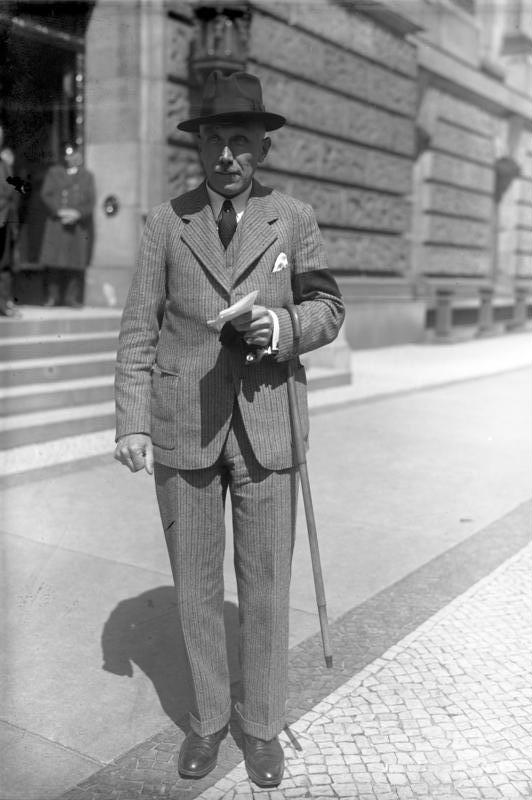
Franz von Papen am 1. Juni 1932

##### Nachfolge Brünings
Am 1. Juni 1932 wurde Papen auf Betreiben seines alten Freundes Kurt von Schleicher durch den Reichspräsidenten Paul von Hindenburg als Nachfolger von Heinrich Brüning zum Reichskanzler ernannt. Dabei stand für diese Kreise um von Schleicher fest, dass er nur ein „handhabbarer“ Übergangskandidat sein sollte, bis die Kräfte, die ihn benutzten soweit aufgestellt waren, selbst die Macht zu übernehmen. Am 3. Juni trat er aus der Zentrumspartei aus und kam so einem Parteiausschluss wegen seiner Koalitionsbildung und seiner Illoyalität gegenüber Brüning zuvor. Die Ernennung zum Reichskanzler löste in der deutschen Öffentlichkeit, in der Papen damals weitgehend unbekannt war, zunächst Verblüffung aus. Über die Motive Schleichers, Papen vorzuschlagen, sind seither umfangreiche historische Betrachtungen angestellt worden. Schleichers Freund Werner von Rheinbaben fasste dessen vermutliche Beweggründe 1965 auf die folgende Weise zusammen:

„[Die Überlegungen] gingen dahin, einen Mann zum Kanzler vorzuschlagen, der drei Bedingungen erfüllte: Er musste Hindenburg liegen, d. h. ihm nach Herkunft und Denkart genehm sein, denn nur ein solcher Kanzler konnte bei der einfachen Denkungsart des selbstbewusst gewordenen Reichspräsidenten hinfort hoffen, seine Unterschrift unter die immer inhaltsreicher werdenden Vorlagen aufgrund des Artikels 48 der Verfassung zu erhalten. Nach Schleichers Illusion sollte der neue Mann ferner die Voraussetzung einer Unterstützung durch die Nazis erfüllen. Drittens sollte er geeignet sein, in enger Fühlung mit ihm, d. h. also nach Schleicher’schen Ideen, zu regieren.“

Während seiner gesamten Amtszeit regierte Papen mit den Notverordnungen des Reichspräsidenten und war von seinem Einverständnis abhängig.
Das Kabinett Papen bestand aus parteilosen Fachministern sowie Mitgliedern der DNVP. Es war ein reines Präsidialkabinett, das als „Kabinett der Barone“ bezeichnet wurde, weil sieben von zwölf Regierungsmitgliedern adliger Abstammung waren.

##### Papens Programm eines „neuen Staats“
Die neue Regierung, ein Minderheitskabinett ohne Aussicht auf parlamentarische Mehrheiten, strebte eine tiefgehende Verfassungsreform an, für die sich der Name „Der neue Staat“ eingebürgert hat. So lautete der Titel einer im Herbst 1932 erschienenen Broschüre des rechtskonservativen Publizisten Walther Schotte, für das Papen ein Vorwort verfasst hatte. Hier waren antidemokratische Ideen zusammengefasst, die zuvor schon länger im Deutschen Herrenclub diskutiert worden waren und die Vorstellungen verschiedener Rechtsintellektueller wie Arthur Moeller van den Bruck, Carl Schmitt oder Papens späterem Redenschreiber Edgar Jung aufgriffen. Im Kern sollte durch eine Verfassungsänderung die Weimarer Republik von einer parlamentarischen in eine autoritär-präsidiale Republik umgewandelt werden. Das Amt des Reichspräsidenten sollte mit dem neu zu schaffenden Amt eines preußischen Staatspräsidenten verschmolzen werden; durch Änderung des Artikel 54 aus der Weimarer Reichsverfassung sollte die Reichsregierung nicht mehr vom Vertrauen des Reichstags abhängig sein, sondern nur noch von dem des Reichspräsidenten; der Einfluss des Reichstags sollte durch Änderungen des Wahlrechts und durch Schaffung einer zweiten Kammer, die nicht aus Wahlen hervorgehen würde, weiter geschmälert werden. Am Ende der Verfassungsreform sollte nach Papens Vorstellung die Wiedereinführung der Monarchie stehen. Über den Weg, auf dem dieses ambitionierte Programm verwirklicht werden könnte, für das eigentlich eine für Papens Minderheitsregierung unerreichbare verfassungsändernde Zweidrittelmehrheit im Reichstag nötig war, existierten jedoch keine klaren Vorstellungen.

##### Tolerierungsbündnis mit den Nationalsozialisten
Insbesondere Reichswehrminister Schleicher erschien es zur Stabilisierung der neuen Regierung notwendig, Hitlers NSDAP für einen Unterstützungskurs zu gewinnen. Langfristig könne die Partei dann durch Regierungsbeteiligung „gezähmt“ und in den Kurs Papens eingebunden werden. Bereits vor Brünings Sturz hatte er daher Kontakte zu den Spitzen der Nationalsozialisten aufgenommen. Die sagten unter zwei Bedingungen zu, Papens Regierung zu tolerieren: Erstens sollte es Neuwahlen geben, zweitens müsse das unter Brüning verhängte Verbot der SA und der SS aufgehoben werden. Beiden Bitten kam die neue Regierung nach: Am 4. Juni 1932 löste der Reichspräsident den Reichstag auf, am 16. Juni 1932 fiel das SA-Verbot. Eine beispiellose Welle politischer Gewalt im Wahlkampf war die Folge.

##### Neue Lage in Preußen nach dem Sieg der NSDAP bei Landtagswahlen
Bei den preußischen Landtagswahlen vom 24. April 1932 hatten die seit 1920 regierenden Parteien der Regierungskoalition (bestehend aus SPD, DStP und Zentrum) durch den hohen Wahlsieg der NSDAP ihre parlamentarische Mehrheit verloren – andere Koalitionsbildungen waren nicht möglich. Man hatte daher notgedrungen auf die in anderen deutschen Ländern bereits angewandte Lösung zurückgegriffen: Die alte Landesregierung wurde als „geschäftsführendes“ Gremium beibehalten. Papen wollte für Preußen eine Mitte-rechts-Koalition, weshalb er Gespräche über ein mögliches Zusammenwirken von NSDAP, Deutschnationalen und Zentrum initiierte – die scheiterten jedoch wegen des Totalitätsanspruches der NSDAP. Daraufhin visierte er zwei Möglichkeiten an: Die erste bestand in der Durchführung einer schon länger debattierten Reichsreform, die den Freistaat Preußen auflösen würde. Damit wurde eine der letzten Möglichkeiten, dem Vormarsch der nationalsozialistischen Kräfte mit demokratischen Mitteln Einhalt zu gebieten und die Weimarer Republik vor ihrer inneren Zerstörung bewahren zu können, wesentlich erschwert. Letztlich folgte damit die Zerstörung der noch verhältnismäßig sicheren Machtposition der Republik in Form des preußischen Staates.

##### Juli 1932
Weil dieser Weg allerdings erst mittelfristig zum Ziel führen würde, wählte Papen die Alternative, die Reichswehr in Preußen einzusetzen, sich selbst zum Reichskommissar berufen zu lassen und so das größte deutsche Land unter seine Kontrolle zu bringen. Reichspräsident Hindenburg unterzeichnete am 14. Juli 1932 eine Notverordnung, die Papen als Reichskommissar für Preußen einsetzte und ihn bevollmächtigte, die amtierende preußische Regierung abzusetzen, weil die „öffentliche Sicherheit und Ordnung“ in Preußen gefährdet sei und wiederhergestellt werden müsse. Ein Datum setzte Hindenburg nicht ein – Papen konnte die Notverordnung zu einem ihm geeignet erscheinenden Zeitpunkt in Kraft setzen. Papen wählte den 20. Juli 1932 als Tag der Inkraftsetzung. Als Vorwand dienten die bürgerkriegsähnlichen Auseinandersetzungen des Altonaer Blutsonntags vom 17. Juli 1932. Die Absetzung der amtierenden Landesregierung wird als „Preußenschlag“ bezeichnet. Die Regierung Papen berief sich dabei auf das verfassungsmäßige Instrument einer Reichsexekution, wie sie zuvor bereits unter Reichspräsident Friedrich Ebert gegen Sachsen und Thüringen durchgeführt worden war.
In diesen Tagen hielt sich Papen mit wichtigen Ministern seines Kabinetts zumeist nicht in Berlin auf, sondern in Lausanne, wo vom 16. Juni bis 9. Juli 1932 die Konferenz von Lausanne tagte. Hier wollte Papen eine Streichung der deutschen Reparationsverpflichtungen durchsetzen, die sein Vorgänger Brüning seit Januar 1932 öffentlich gefordert hatte. Aufgrund der Zahlungsunfähigkeit Deutschlands in der Weltwirtschaftskrise wurden die Reparationen bereits seit 1931 nicht mehr bezahlt. Der international wenig erfahrene und mitunter ungeschickt agierende Papen erreichte dieses Ziel mit Unterstützung des Konferenzvorsitzenden, des britischen Premierministers Ramsay MacDonald, jedoch mit einer Einschränkung: Es wurde eine Abschlusssumme von drei Milliarden Goldmark vereinbart, deren Zahlung dem Deutschen Reich gestundet wurde. Allerdings missbilligte die gesamte deutsche Presse einhellig, dass Papen keine vollständige Streichung der Reparationen hatte durchsetzen können. Besonders scharfe Angriffe kamen von Seiten der NSDAP.
Zum Bruch der Nationalsozialisten mit Papen kam es nach dem Wahlsieg der NSDAP bei der Reichstagswahl vom 31. Juli 1932. Die Partei verdoppelte die Zahl ihrer Sitze und verdrängte die SPD als stärkste Kraft im Parlament. Zusammen mit der KPD verfügte sie nun über eine „negative Mehrheit“, die jede sinnvolle Arbeit des Parlaments illusorisch machte. In Sondierungen mit dem Kabinett Papen verlangte Hitler kompromisslos die Kanzlerschaft und verschiedene Schlüsselministerien für eine Koalitionsbeteiligung. Als ihm dies von Hindenburg verweigert wurde, kündigte er jegliche Unterstützung für das Kabinett Papen auf.

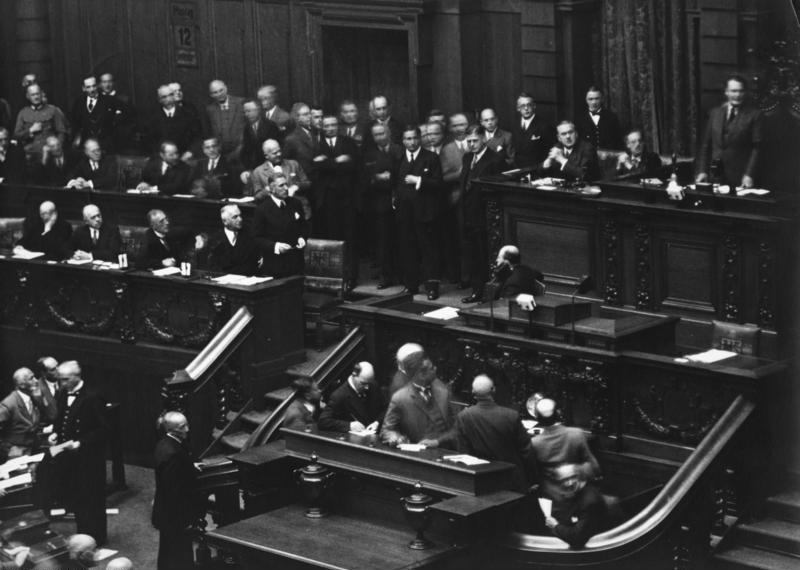
Reichstagssitzung am 12. September 1932: an seinem Platz stehend Reichskanzler Papen, der den Auflösungsbeschluss verkünden will, oben rechts stehend blickt Reichstagspräsident Hermann Göring in die andere Richtung

##### Misstrauensantrag und Auflösung des neugewählten Reichstags am 12. September 1932
Als Vertreter der nunmehr stärksten Partei wurde Hermann Göring auch von der demokratischen Mitte zum Reichstagspräsidenten gewählt. Als der neugewählte Reichstag am 12. September zusammentrat und Papen seine Regierungserklärung abgeben wollte, beantragte die KPD die Änderung der Tagesordnung und die sofortige Aussprache des Misstrauens gegen die Regierung. Göring übersah absichtlich die Wortmeldung des Reichskanzlers, der den Reichstag nach Artikel 25 der Reichsverfassung gleich wieder auflösen wollte, und ließ über den Antrag der KPD abstimmen, der schließlich eine überwältigende Mehrheit fand. Die Abstimmung war jedoch ungültig, weil Papen gleichzeitig die Auflösungsorder des Reichspräsidenten auf Görings Pult gelegt hatte und somit Neuwahlen auszuschreiben waren. Das politische Signal erwies sich jedoch als verheerend für die Reputation der Regierung, stimmten doch 9/10 aller Abgeordneten gegen sie (512:42 bei fünf Enthaltungen).

##### Letzte Unterstützung für Papen
Öffentliche Unterstützung erhielt Papens Kabinett nur von der DNVP und der mittlerweile marginalisierten DVP sowie von Kreisen der Großindustrie, die die autoritären Utopien des Kanzlers stark unterstützten. Der Großteil ihrer Spendengelder ging in der zweiten Jahreshälfte 1932 an Papen und ihn unterstützende Gruppen, im Herbst 1932 wurde der Aufruf eines DNVP-nahen „Deutschen Ausschusses“, der sich unter der Überschrift „Mit Hindenburg für Volk und Reich!“ für die Regierung Papen und damit gegen die NSDAP aussprach, von zahlreichen Großindustriellen unterzeichnet. Hier las man so prominente Namen wie Ernst von Borsig, der Vorsitzende des Bergbauvereins Ernst Brandi, Erich von Gilsa, Fritz Springorum und Albert Vögler.

##### Reichstagswahlen am 6. November 1932 und Notstandspläne
Die Reichstagswahlen vom 6. November 1932 brachten deutliche Verluste für die NSDAP, aber Gewinne für die DNVP, die einzige größere Partei, die den Reichskanzler unterstützte. Aber auch die KPD konnte zulegen, die beiden radikalen Parteien behielten ihre Sperrmajorität. Der Reichstag war somit weiterhin lahmgelegt. SPD und Zentrum schlugen ein Koalitionsangebot Papens aus unterschiedlichen Motiven aus. Papen und sein Innenminister Wilhelm Freiherr von Gayl planten nun, den Staatsnotstand zu erklären: Die Verfassung sollte ausgesetzt und Neuwahlen auf unbestimmte Zeit verschoben werden, um so das Parlament für wenigstens ein halbes Jahr auszuschalten. Am Ende könne eine durch eine Volksbefragung legitimierte Verfassungsänderung stehen, die den gewünschten Staatsumbau herbeiführen sollte. Gestützt werden sollte diese Politik durch die Reichswehr, die den zu erwartenden Widerstand von Linken und Nationalsozialisten im Keime ersticken sollte.

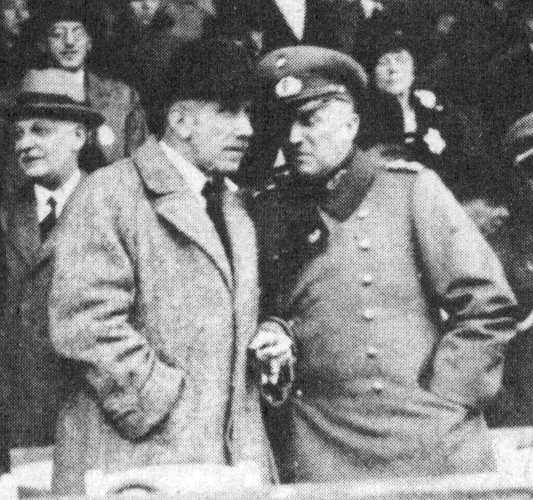
Papen und Schleicher als Zuschauer bei einem Pferderennen in Berlin-Karlshorst, 1932

Hindenburg stimmte dem Plan zunächst zu, Reichswehrminister Schleicher stellte sich jedoch dagegen und überzeugte die weiteren Kabinettsmitglieder mit Hilfe des Planspiels Ott, solchen Plänen entschieden abzuschwören und stattdessen auf eine Spaltung der NSDAP zu setzen. Papen versuchte noch vergeblich, bei Hindenburg eine Neubesetzung des Reichswehrministeriums durchzusetzen, bevor der Reichspräsident, der das Risiko eines Bürgerkriegs scheute, schließlich seinen „Lieblingskanzler“ am 3. Dezember 1932 fallen und durch Schleicher ersetzen ließ.

##### Papens Wirtschaftspolitik
Wirtschaftspolitisch war die Regierungszeit Papens durch eine Abkehr von den dirigistischen und deflationären Zielen der Vorgängerregierung gekennzeichnet. Im Spätsommer versuchte die Regierung per Notverordnung, mit einem staatlichen Konjunkturprogramm mittels Erleichterungen für die Privatwirtschaft die Wirtschaft zu beleben. Bereits zuvor war die soziale Lage im Land aufgrund von Maßnahmen zur Haushaltssanierung vor allem durch Kürzung der Sozialausgaben weiter verschärft worden. Die von seinem Kabinett auf den Weg gebrachte Wirtschaftspolitik der Initialzündung, die ein bescheidenes Arbeitsbeschaffungsprogramm in Gang gebracht hatte und einen ersten Ausweg aus der Krise wies, ließ die Arbeitslosenzahlen etwas zurückgehen. Die Pläne zum verstärkten Autobahnbau und zur Schaffung einer Wehrpflichtarmee mussten aber vorerst in der Schublade verweilen, da deren Umsetzung bis zum Dezember 1932 aufgrund von Beschränkungen des Versailler Vertrages nicht möglich war. Später griff Hitler auf diese Pläne zurück.

### Zeit des Nationalsozialismus (1933–1945)

#### Anbahnung der Regierung Hitler
Am 4. Januar 1933 fand das Treffen Papens mit Hitler im Haus des Bankiers Kurt Freiherr von Schröder statt, bei dem über die Regierungsbeteiligung der NSDAP beraten wurde. An einem späteren Treffen am 22. Januar nahmen auch Staatssekretär Otto Meissner und Oskar von Hindenburg teil. Allen drei Vertrauten Paul von Hindenburgs wird zugeschrieben, dass sie in den letzten Januartagen den Reichspräsidenten von der Ernennung Hitlers zum Reichskanzler überzeugten. Papens Plan war es, Hitler „einzurahmen“, ihn und seine Stimmen zu kaufen und in Wirklichkeit selbst die Macht auszuüben. Er soll dazu geäußert haben: „In zwei Monaten haben wir Hitler in die Ecke gedrückt, dass er quietscht!“

#### Papen als Vizekanzler Hitlers (1933–1934)

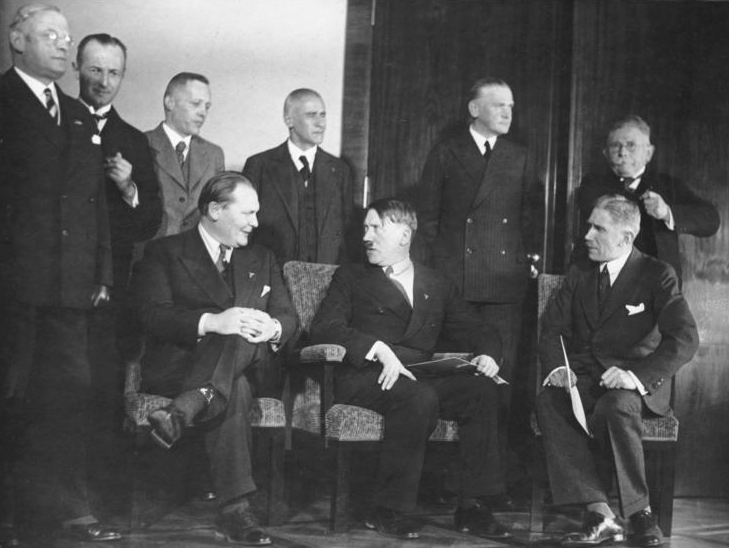
Papen rechts neben Hitler, Aufnahme des Kabinetts Hitler

Für den Wahlkampf für die Reichstagswahl am 5. März 1933 schloss Papen sich mit DNVP-Chef Alfred Hugenberg sowie Franz Seldte und Theodor Duesterberg, den Führern des Frontsoldatenbundes Stahlhelm, in der am 11. Februar 1933 gegründeten Listenverbindung Kampffront Schwarz-Weiß-Rot zusammen. Während des Wahlkampfes bemühte sich Papen insbesondere, parteiungebundene Konservative sowie konservativ-katholische Wähler, die bisher das Zentrum gewählt hatten, dazu zu bewegen, ihre Stimme der Kampffront zu geben. In seinen Wahlreden – die zahlreiche Anleihen aus dem Vokabular der Konservativen Revolution machten – vom Februar und März 1933 nahm Papen auch erstmals Einflüsse des Schriftstellers Edgar Jung auf, der Anfang Februar 1933 als Berater und Redenschreiber in den Dienst des Vizekanzlers getreten war. Am Wahltag konnte die Kampffront 8 % der abgegebenen Stimmen auf sich vereinigen. Im ersten Reichstag der NS-Zeit verfügte sie damit über 52 Mandate. Papens Anteil an dem ohnehin sehr begrenzten Erfolg der konservativen Sammelliste wird in der Forschung als eher gering veranschlagt. Allerdings wurde seinen Wahlkampfreden zugestanden, dass sie ein „wesentliches Aktivum“ der Kampffront gewesen seien.
In den Monaten nach der Reichstagswahl erodierte Papens machtpolitische Stellung im Kabinett Hitler rasch. Das Ermächtigungsgesetz vom 24. März 1933 verlieh der Reichsregierung eine diktatorische Stellung, die Hitler voll für sich ausnutzte. Hindenburgs eigene Position als Reichspräsident, dessen Vertrauen letztlich Papens einzige wirkliche Machtgrundlage war, wurde dadurch erheblich geschwächt. Außerdem musste Papen die Stellung des Reichskommissars für Preußen, die neben der Vizekanzlerschaft seine wichtigste Machtbastion in der gemeinsamen Regierung hätte sein sollen, bereits am 7. April 1933 an Hermann Göring abtreten, der zu dieser Zeit als Preußischen Ministerpräsidenten eingeführt wurde. Daraufhin versuchte Papen, sich im Laufe des Jahres 1933 eine neue Basis zu schaffen, wobei er hoffte, insbesondere die Kräfte des katholischen Konservativismus sowie politisch ungebundener Rechtskreise, zumal der jüngeren Generation hinter sich vereinigen zu können. Zu diesem Zweck schuf er dezidiert katholisch-konservative Auffangorganisationen, die mit den Worten Joachim Petzolds „als eine Form des Widerstandes gegenüber der NS-Allmacht betrachtet werden konnten“. Tatsächlich dienten sie Papens illusorischer Mission, eine Brücke zwischen Katholizismus und Nationalsozialismus zu schlagen. Den Anfang machte der Bund katholischer Deutscher „Kreuz und Adler“, den Papen bereits im März 1933 gegründet hatte. Über diesen übernahm er die Schirmherrschaft, während persönliche Vertrauensleute von ihm (erst Emil Ritter, dann Roderich von Thun) als Generalsekretär die tägliche Organisationsarbeit übernahmen. Die Arbeitsgemeinschaft hatte nach Vorstellung der Reichsparteileitung der NSDAP im September 1934 „in dem ihr zugewiesenen Bereiche wirksam zu einer Versöhnung beigetragen“. Sie wurde im folgenden Monat aufgelöst und in eine sogenannte Arbeitsgemeinschaft katholischer Deutscher (AKD) umgewandelt. Als Generalsekretär wurde erneut Graf Thun ernannt. Den Zweck der AKD sah Papen in einem Schreiben an den deutschen Botschafter beim Heiligen Stuhl Diego von Bergen darin, „das Verständnis für die NS-Bewegung und ihre großen historischen Aufgaben zu fördern.“. Gleichzeitig versuchten Edgar Jung, der als Gründer des Jungakademischen Clubs über einschlägige Erfahrungen verfügte, sowie die Von-Papen-Mitarbeiter Wilhelm von Ketteler und Friedrich Carl von Savigny, die studentische Jugend für die konservative Fronde um Papen zu gewinnen. Dementsprechend ließen sie Papen häufig Reden vor Studenten halten, die vom Gedankengut der Konservativen Revolution geprägt waren, und lancierten Vertrauensleute des Kreises um Papen wie Edmund Forschbach oder Savigny selbst auf einflussreiche Posten in Organisationen, in denen sich die konservative Studentenschaft bündelte. Überdies gelang es ihnen in der Reichstagswahl vom November 1933, einige nicht der NSDAP zugehörige Männer als Abgeordnete in den nationalsozialistischen Reichstag zu schleusen, denen Edgar Jung die Aufgabe einer heimlichen Opposition in Wartestellung zuschrieb. All diese Maßnahmen konnten jedoch nicht verhindern, dass Papen zumindest in der öffentlichen Wahrnehmung im Laufe des Jahres 1933 zu einer „fast lächerlichen Galionsfigur“ (Heinz Höhne) herabsank.

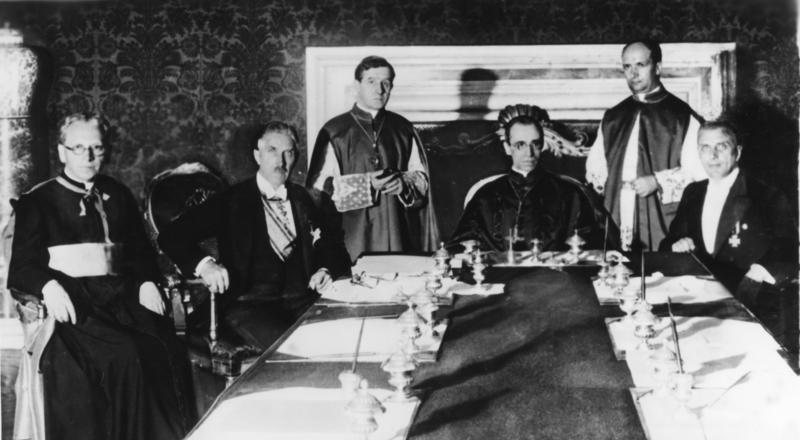
Unterzeichnung des Konkordats

Im Juli 1933 schloss Papen als Bevollmächtigter der Reichsregierung das bis heute gültige sogenannte Reichskonkordat ab, das das Verhältnis des deutschen Staates zur katholischen Kirche seitdem regelt. Mit dem Vertrag wurde das Ende des politischen Katholizismus besiegelt. Den in Eile und unter Druck ausgehandelten Vertrag legte das NS-Regime nicht nur willkürlich aus, sondern verstieß gegen ihn in den Folgejahren in wachsendem Umfang.
Während seiner Zeit als Vizekanzler wurde Franz von Papen Gründungsmitglied der nationalsozialistischen Akademie für Deutsches Recht unter der Leitung von Hans Frank.
Im Zusammenhang mit dem nahenden Tod Hindenburgs bemühte sich Papen im Frühjahr 1934 vergebens um ein Testament aus dessen Hand, in dem er öffentlich die Wiederherstellung der Monarchie empfehlen sollte. In der berühmt gewordenen Marburger Rede vom 17. Juni 1934 kritisierte Papen Auswüchse des NS-Regimes wie SA-Übergriffe, Goebbels’sche Propaganda und den Personenkult um Hitler. Hindenburg sandte ihm daraufhin ein Glückwunschtelegramm. Dennoch bedeutete die Rede keinen „frühen Widerstand aus später Einsicht“ (Benz). Denn Papen kooperierte auch nach der „Röhm-Affäre“, die sich zwei Wochen nach seinem Auftritt in Marburg ereignete, weiterhin mit dem Regime, obwohl seine engen Mitarbeiter Herbert von Bose und Edgar Jung, der die Rede verfasst hatte, dabei ermordet wurden. Papen selbst überlebte die Mordaktion, weil er auf Weisung Görings unter Hausarrest stand. Das Gesetz über das Staatsoberhaupt des Deutschen Reiches vom 1. August 1934, mit dem Hitler die Ämter des Staats- und des Regierungschefs auf sich als „Führer und Reichskanzler“ vereinigen ließ, war das letzte von Papen mitunterzeichnete NS-Gesetz vor seinem Rücktritt als Vizekanzler.
Noch im selben Monat ging er als Sondergesandter Hitlers nach Wien, um dort die diplomatischen Wogen zu glätten, die infolge des Juliputsches durch österreichische Nationalsozialisten und der Ermordung des österreichischen Kanzlers Engelbert Dollfuß entstanden waren.

#### Diplomat im Dienst Hitlers (1934–1944)

##### Vorbereitung des „Anschlusses“ Österreichs

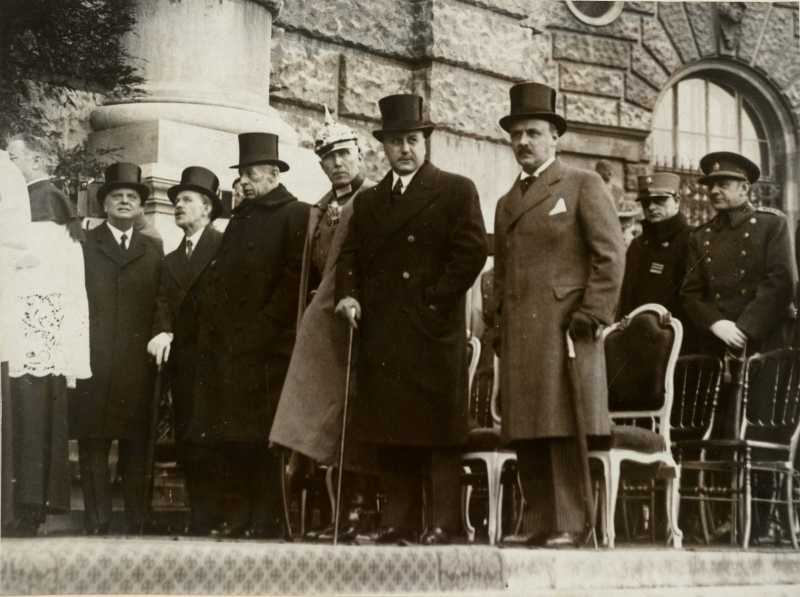
Papen 1935 als Gesandter in Österreich

Von 1934 bis 1938 amtierte Papen als Gesandter beziehungsweise ab 1936 als Botschafter des Deutschen Reiches in Wien. Zum Zeitpunkt seines Eintreffens in der österreichischen Hauptstadt war die von deutscher Seite mitorganisierte Revolte gegen die Regierung von Kanzler Dollfuß und dessen Ermordung am 25. Juli 1934 noch nicht vergessen. Aufgrund einer besonderen Vereinbarung mit Hitler war er in dieser Position nicht in den Apparat des Auswärtigen Amtes eingegliedert, sondern als Leiter einer Sondermission dem Diktator unmittelbar persönlich unterstellt (Immediatverhältnis). Von Beginn seiner Mission an wurde er in führenden Kreisen Österreichs mit außerordentlicher Distanz behandelt. Der Rat zur Vorsicht und Zurückhaltung ihm gegenüber wurde auch in diplomatischen Kreisen zu dieser Zeit weitergereicht. Im Dezember 1937 scheiterte Papen bei dem Versuch, Bundeskanzler Kurt Schuschnigg dazu zu veranlassen, dem Jesuiten Friedrich Muckermann („der gefährlichste Gegner Deutschlands“) jegliches öffentliches Auftreten in Österreich zu untersagen.
In dieser Zeit bereitete Papen den Anschluss Österreichs, nach den Vorstellungen Adolf Hitlers, an das Deutsche Reich vor. Er wurde am 4. Februar 1938, dem Tag des zweifachen Rücktritts an der Spitze der Wehrmacht (Blomberg-Fritsch-Krise), unerwartet aus Wien abberufen, wenige Wochen vor dem Anschluss Österreichs an das Deutsche Reich. Die Ermordung seines engen Mitarbeiters und potentiellen Schwiegersohns Wilhelm Freiherr von Ketteler durch den SD, unmittelbar nach dem Einmarsch der deutschen Armeen, hielt Papen nicht davon ab, das ihm für seine Verdienste um den „Anschluss“ verliehene Goldene Parteiabzeichen der NSDAP anzunehmen. Damit trat Papen zum 13. März 1938 auch der NSDAP bei (Mitgliedsnummer 5.501.100).

##### Botschafter in Ankara: Nationalsozialistisches Europa und „Friedensaktionen“

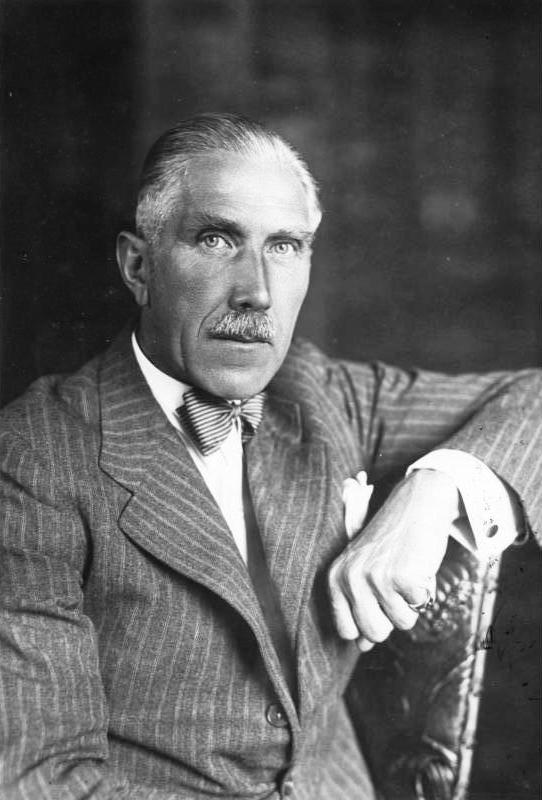
Papen 1940 als Diplomat in der Türkei

Nach dem Anschluss Österreichs stellte sich Papen ab dem Frühjahr 1938 dem NS-Regime mit dem Titel Botschafter zur besonderen Verwendung weiter zur Verfügung. Ende April 1939 übernahm er den Botschafterposten in Ankara, den er gegenüber dem neuen Reichsaußenminister Joachim von Ribbentrop laut eigenen Aussagen mehrfach abgelehnt hatte. Die gewachsene Bedeutung der Türkei nach der italienischen Besetzung Albaniens Anfang April 1939 war schließlich ausschlaggebend. Anders als in Wien unterstand Papen in Ankara dem Außenminister und nicht Hitler, den er allerdings mehr als ein Dutzend Mal zu Gesprächen aufsuchte. Den Weisungen Berlins folgend bemühte sich Papen in Ankara vergeblich, die Türkei von ihrer „aktiven Neutralität“ abzubringen und für ein „Neues Europa“ unter Führung des Deutschen Reichs zu gewinnen.
Als Papen am 24. Februar 1942 die Botschafterresidenz in Ankara verließ, explodierte unmittelbar neben ihm eine Bombe. Doch blieb er unverletzt. Erst fünf Jahrzehnte später wurden nach einer Sichtung sowjetischer Archive Einzelheiten bekannt: Hinter dem Attentat stand der sowjetische Geheimdienst NKWD. Einer der Attentäter war der emigrierte russische Schriftsteller Mark Lewi, der unter dem Pseudonym M. Agejew im Pariser Exil publiziert hatte. Nach dem Attentat schoben die türkischen Behörden Agejew in die Sowjetunion ab und verhafteten einen ebenfalls am Vorfall beteiligten sowjetischen Diplomaten.
Heimlich unterhielt Papen über Mittelsmänner Kontakte zum US-amerikanischen Marineattaché in Istanbul George H. Earle, wie beide später übereinstimmend in ihren autobiografischen Schriften darlegten. Earle, ein langjähriger politischer Gefährte und Vertrauter des Präsidenten Franklin D. Roosevelt, der von Istanbul aus Kontakte zu den Widerstandsbewegungen auf dem Balkan unterhielt, setzte sich bei diesem vergeblich für die Unterstützung der deutschen Widerstandsbewegung gegen Hitler ein.
Seine sogenannten „Friedensoperationen“ scheiterten am Misstrauen der potentiellen Vermittler, die Zweifel an Papens Legitimierung und Ehrlichkeit hatten, ebenso wie an einzelnen Interviews, die er Medienvertretern aus Profilierungssucht gab. 1941 schloss Papen mit dem Außenminister von der Republikanischen Volkspartei (CHP) des türkischen Staatsgründers Atatürk, Şükrü Saracoğlu, den Deutsch-türkischen Freundschaftsvertrag.
Papen ist auf der 400 Namen umfassenden „Liste der führenden Nazis“ (List of Key Nazis) aufgeführt, die John Franklin Carter, Berater des US-amerikanischen Präsidenten Franklin D. Roosevelt, 1942 für das Weiße Haus zusammenstellen ließ und auch an den Militärgeheimdienst OSS weiterleitete.

##### Botschaftertätigkeit und Vatikan
Ein Jahr nach Papens Amtsantritt in Ankara bemühte sich Ribbentrop, den unkalkulierbaren Botschafter an die weniger bedeutende Vatikanvertretung in Rom zu versetzen. Papst Pius XII. konsultierte im Vorfeld des Agrémentersuchens den Berliner Bischof Graf von Preysing, der Vorbehalte aus Rom mit der Begründung bestätigte, dass dann der „Typ eines hochgestellten katholischen Nationalsozialisten irgendwie als mit kirchlicher Sanktion versehen erschiene.“ Mit dem Delegaten des Vatikans in Istanbul, Angelo Roncalli, dem späteren Papst Johannes XXIII., unterhielt Papen bis zum Ende seiner Dienstzeit in der Türkei im August 1944 einen engen Kontakt. Von ihm erfuhr er früh von Vernichtungsaktionen an Juden in Polen. Im Gegensatz zu seinen eigenen Aussagen unterstützte Papen keine der zahlreichen Rettungsaktionen Roncallis zugunsten von Juden aus den nationalsozialistisch besetzten Staaten. Nach dem Abbruch der diplomatischen Beziehungen mit der Türkei Anfang August 1944 kehrte Papen nach Deutschland zurück und erhielt am 15. August von Hitler das Ritterkreuz zum Kriegsverdienstkreuz für seinen diplomatischen Einsatz in der Türkei.

##### Flucht und Festnahme
Nach der letzten Begegnung mit Hitler im August 1944 geriet Papen in den Strudel der militärischen Niederlage. Vor den anrückenden Alliierten floh er zunächst auf sein Hofgut im saarländischen Wallerfangen und anschließend auf das Anwesen seines Schwiegersohns Max von Stockhausen in Stockhausen bei Meschede. Am 11. April 1945 wurde Papen nach Hinweis seines Sohnes Franz einige Kilometer entfernt von Gut Stockhausen in der Jagdhütte des Schwiegersohns von US-Fallschirmjägern festgenommen.

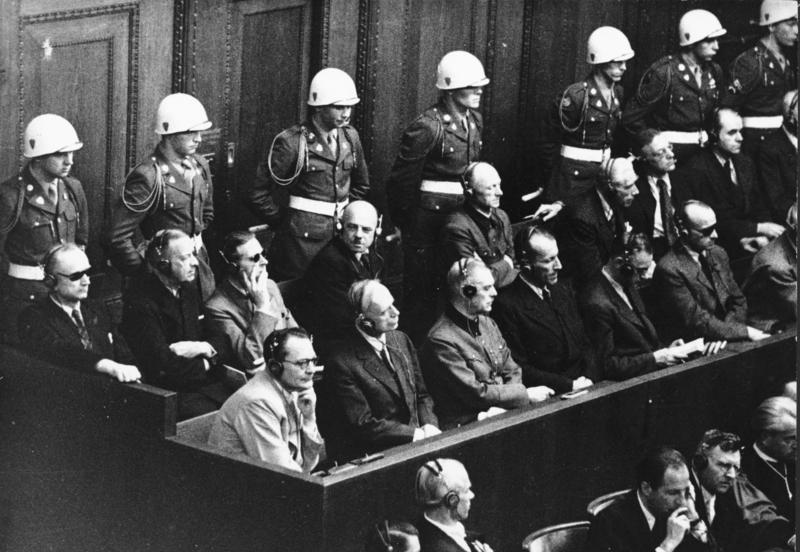
Papen bei den Nürnberger Prozessen, Sechster von links in der hinteren Reihe der Angeklagten

### Nachkriegszeit und Lebensabend (1945–1969)

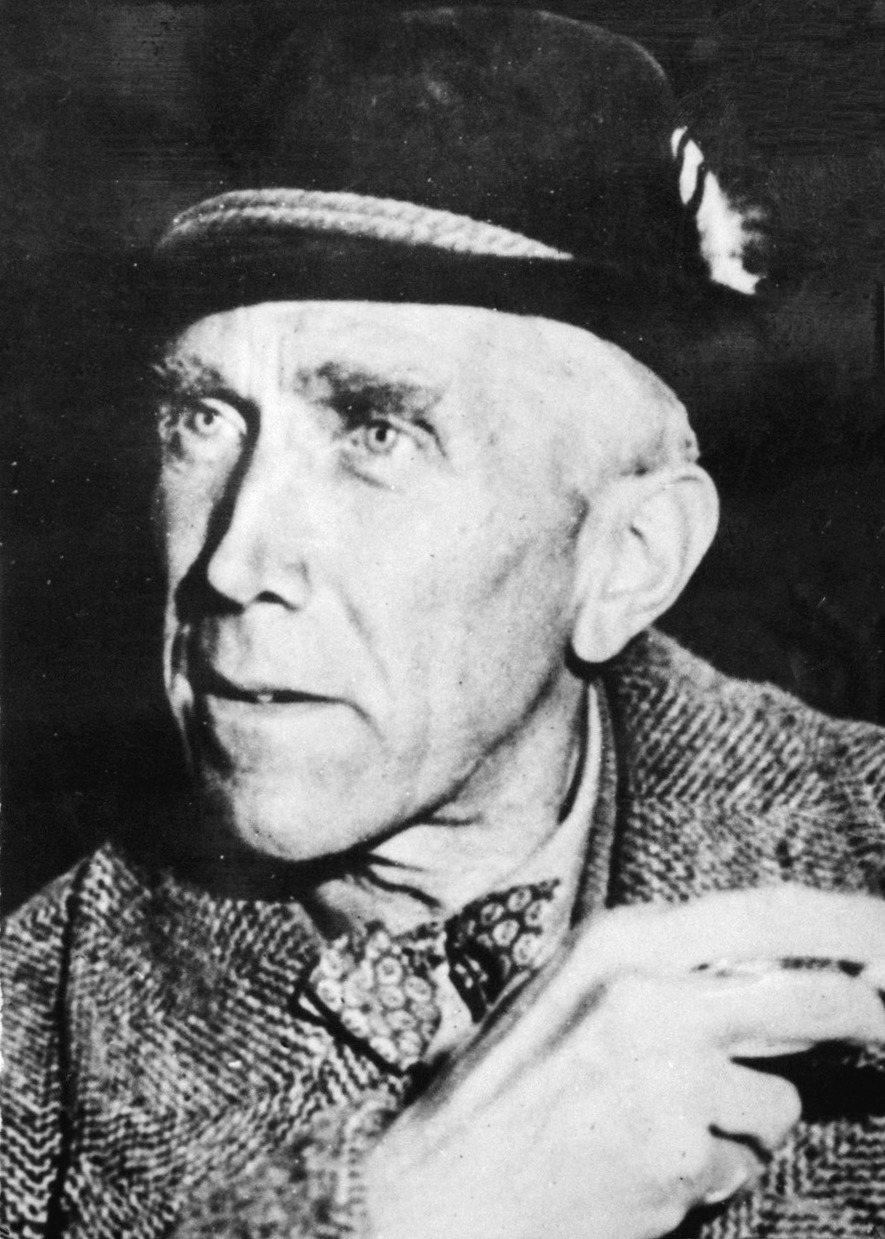
Franz von Papen, 1964

Seine Heimatstadt Werl entzog ihm 1945 die 1933 verliehene Ehrenbürgerwürde.
1946 wurde er im Nürnberger Prozess gegen die Hauptkriegsverbrecher freigesprochen. Dort beklagte er sich u. a. bei dem Psychiater Gustave M. Gilbert wie folgt: „Sagen Sie mir doch: Wer konnte denn ‚Mein Kampf‘ ernst nehmen? Man kann doch alles schreiben, um sein politisches Ziel zu erreichen! Ich hatte Kontroversen mit Hitler, aber ich hätte nie gedacht, dass er den Krieg wollte – bis er das Münchner Abkommen auflöste. Fünf Wochen vor dem Anschluss Österreichs verließ ich meinen Posten, denn er wollte meine progressive Politik nicht umsetzen. Was hätte ich da tun können? Emigrieren? Im Ausland als deutscher Emigrant leben? So etwas passte mir nicht. Als Offizier an die Front gehen? Dafür war ich schon zu alt, außerdem mochte ich es nie, zu schießen. Hitler kritisieren? Das hätte nur eines bedeutet: Man hätte mich sofort umgebracht. Außerdem hätte eine solche Konstellation absolut gar nichts geändert!“
Am 24. Februar 1947 wurde er in einem Spruchkammerverfahren im Rahmen der Entnazifizierung als „Hauptschuldiger“ eingestuft und zu acht Jahren Arbeitslager verurteilt; die in Haft verbrachten Jahre seit 1945 wurden ihm auf die Strafe angerechnet.

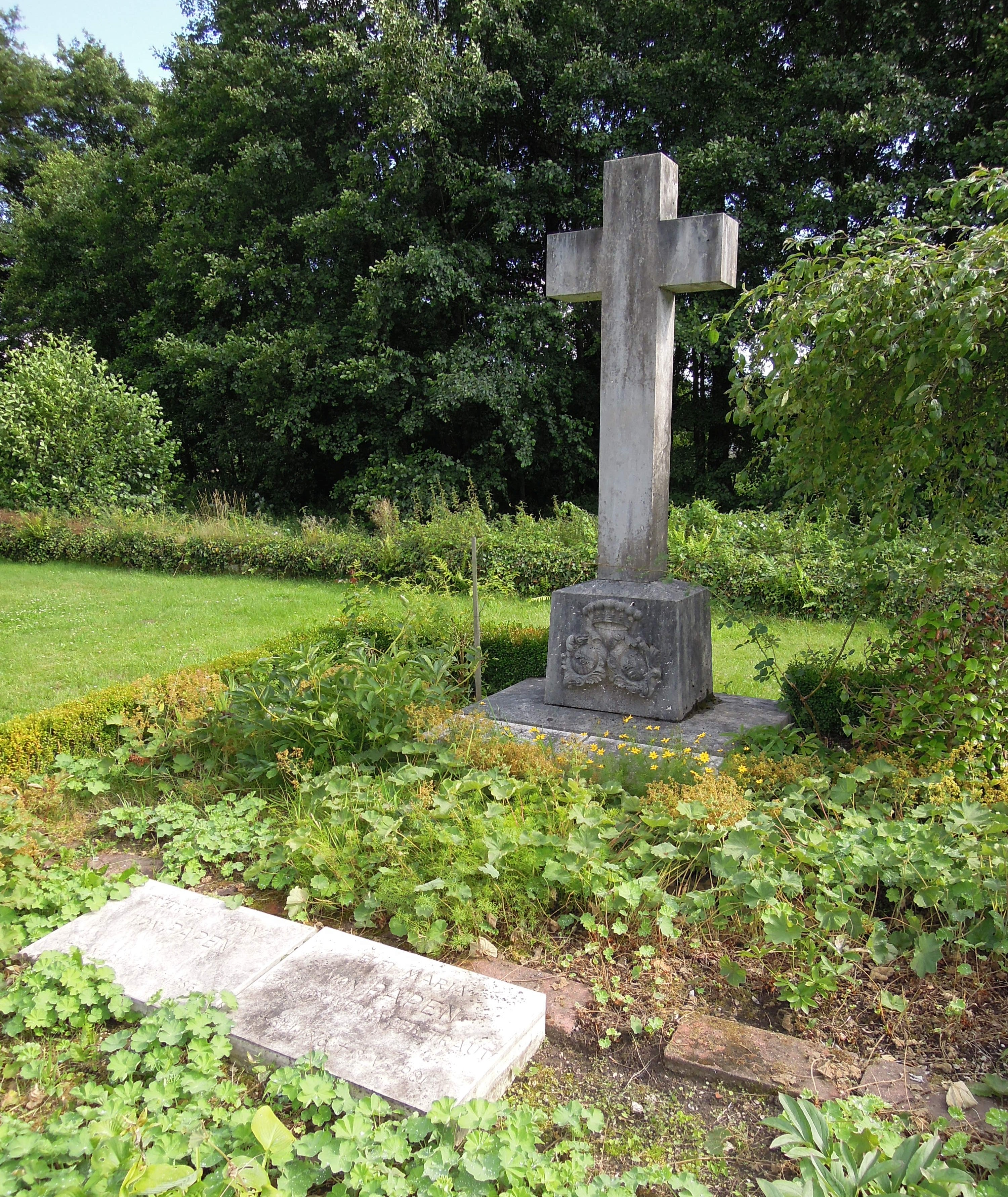
Grab Franz von Papens in Wallerfangen

1949 wurde er vorzeitig entlassen und die verfügte Vermögenseinziehung rückgängig gemacht.
In der Folgezeit bewohnte er bis 1952 eine Wohnung in Schloss Benzenhofen in der oberschwäbischen Gemeinde Berg und versuchte erfolglos eine neue politische Karriere. Er bemühte sich vergeblich um eine politische Rehabilitierung, er war u. a. Mitglied der CDU Oberschwaben. Nach Reiner Möckelmann sei es Papen auch schwergefallen, in kirchennahen Kreisen der Bundesrepublik wieder Fuß zu fassen. „Auch die Medien der Bundesrepublik Deutschland zeigten überwiegend Skepsis gegenüber Franz von Papen und nahmen ihn Anfang der 1950er-Jahre nur in begrenztem Maße wahr.“ Daneben hatte sich Papen auf dem spanischen Festland, in Marbella, in der Nähe des Marquis Prat ein Anwesen zugelegt.
Seine langjährigen Bemühungen um Pensionszahlungen in Anerkennung seiner diplomatischen und militärischen Dienstzeiten scheiterten wegen seiner engen Verbindung zum Nationalsozialismus (Auswärtiges Amt) bzw. wegen schuldhafter Verstöße gegen Grundsätze der Rechtsstaatlichkeit (Verwaltungsgerichtshof Baden-Württemberg). Der Jurist Hans Rein behandelte diesen Prozess in seinem Buch Franz von Papen im Zwielicht der Geschichte. Sein letzter Prozeß (Nomos Verlagsgesellschaft, Baden-Baden 1979).

#### Autobiografische und zeitgeschichtliche Werke
In den Jahren nach der Haftentlassung schrieb Papen unter anderem seine Autobiografie Der Wahrheit eine Gasse (1952) und Vom Scheitern einer Demokratie (1968).
Beide Bücher wurden von Historikern scharf kritisiert, weil Papens Darstellung seine Rolle beim Scheitern der Weimarer Republik verharmlose. Theodor Eschenburg (1904–1999) kritisierte 1953 seine „kindlich-primitive Vorstellung von Politik“ und resümierte: „Eitelkeit und politische Begabung stehen in umgekehrtem Verhältnis zueinander“.

#### Tod und Nachleben
Franz von Papen starb 1969 in Obersasbach an einer Lungenentzündung. Er wurde auf dem Gemeindefriedhof Niederlimberg in Wallerfangen beerdigt; seine Frau war dort bereits 1961 beerdigt worden. Die Gemeinde Wallerfangen hatte ihm 1933 die Ehrenbürgerwürde verliehen.
Papens Grabstein wurde im Dezember 2019 von der Gruppe „Zentrum für politische Schönheit“ entwendet, um damit gegen die nach Ansicht des Zentrums begonnene Annäherung der CDU an die AfD zu protestieren. Der Grabstein wurde wenige Tage später vor der CDU-Zentrale in Berlin abgelegt, jedoch bis 2025 nicht wieder an seinen ursprünglichen Standort gebracht. Ein interessierter Bürger erhielt auf Nachfrage bei der Polizei Saarlouis die Auskunft: „Der Grabstein von Franz von Papen ist dort, wo er hingehört.“ Unzufrieden mit der nebulösen Antwort wandte sich der Bürger an das Innenministerium und erhielt dort dieselbe Antwort. Eine weitere Recherche der Saarbrücker Zeitung brachte keine Klarheit über den Verbleib des Grabsteins. Es wurde lediglich mitgeteilt: „Gemäß geltendem deutschen Recht steht das Verfügungsrecht über einen Grabstein grundsätzlich den Angehörigen beziehungsweise denjenigen zu, die ihn seinerzeit in Auftrag gegeben und finanziert haben.“ Die Familie habe darum gebeten, keine Auskunft zum Grabstein zu geben.

## Mitgliedschaften sowie militärische und kirchliche Ehren
Papen war Mitglied des Ritterordens vom Heiligen Grab zu Jerusalem und Ritter des Malteserordens.
Im Januar 1916 wurde ihm für seine Leistungen als Militärattaché in den Vereinigten Staaten während der Anfangsphase des Ersten Weltkriegs von Kaiser Wilhelm II. der Rote Adlerorden 4. Klasse mit der Königlichen Krone und Schwertern verliehen. Für seine Fronteinsätze in den Folgejahren erhielt er das Eiserne Kreuz beider Klassen. 1935 erhielt er außerdem das im Juli 1934 von Hindenburg gespendete Ehrenkreuz für Frontkämpfer.
1923 ernannte ihn Papst Pius XI. zum päpstlichen Geheimkämmerer. Diese Ernennung wurde 1939 von Papst Pius XII. nicht bestätigt, da Papen versäumt hatte, einen entsprechenden Antrag zu stellen. 1959 wiederholte Papst Johannes XXIII. aber die Ernennung. Der spätere Papst Johannes XXIII. war während seiner Zeit in Ankara (1934–1944) als Apostolischer Legat für die Türkei und Griechenland mit Papen bekannt.
Anlässlich des Abschlusses des Reichskonkordats überreichte der Kardinalstaatssekretär des Vatikans Eugenio Pacelli Papen 1933 das Großkreuz des päpstlichen Pius-Ordens.

## Nachlass
Papen selbst nahm nach dem Zweiten Weltkrieg an, dass sein Privatarchiv in seiner Wohnung in der Berliner Lennéstraße ein Opfer des Bombenkrieges geworden und restlos zerstört worden sei. Tatsächlich wurde eine größere Zahl von Akten bei Kriegsende von der Roten Armee aufgefunden und in das zur Verwahrung deutscher Beuteakten eingerichtete Sonderarchiv Moskau verbracht. Die Existenz dieses mehr als achtzig Akten umfassenden Nachlasses Papens wurde erst Anfang der 1990er Jahre bekannt. Anhand der Moskauer Akten konnten seither zahlreiche Irreführungen und Falschbehauptungen in Papens Memoiren nachgewiesen werden. In den 1990er Jahren übergab der damalige russische Staatspräsident Boris Jelzin dem damaligen deutschen Bundeskanzler Helmut Kohl bei einem Staatsbesuch als Geschenk Mikrofilme des Nachlasses von Walter Rathenau aus dem Moskauer Sonderarchiv, unter denen sich auch Kopien von neunzehn Akten des Moskauer Papennachlasses fanden, die heute als Bestand N 1649 im Bundesarchiv aufbewahrt werden. Einige Akten aus Papens Moskauer Nachlass – darunter eine Abschrift des anderweitig verschollenen Originaltestamentes Hindenburgs aus dem Jahre 1934 – wurden in den 1950er Jahren dem Archiv des damaligen Sowjetischen Außenministeriums übergeben. Heute gelten diese Unterlagen als verschollen.
Ein weiterer Teilnachlass Papens befindet sich im Besitz des französischen Nationalarchivs. Dieser besteht aus Unterlagen, die er bis 1944 auf seinem Gut Wallerfangen aufbewahrt und kurz vor Kriegsende im Keller des Schlosses Gemünden versteckt hatte, wo sie im Herbst 1945 von den französischen Besatzungsbehörden entdeckt wurden.

## Bewertungen

### Zeitgenossen

Franz von Papen, 1945/46

Kurt von Schleicher wollte nach der Bildung der „Regierung Papen“ im Mai 1932, wie er Journalisten gegenüber äußerte, in dem neuen Kanzler nichts weiter sehen als „einen Hut“, den er, Schleicher – als der eigentliche Kopf der „Regierung Papen“ – sich auf sein eigenes Haupt setzen würde. Diese Einschätzung erwies sich noch im selben Jahr als eine kapitale politische Fehlkalkulation: So schaffte es „Fränzchen“, wie Schleicher Papen im Privaten spöttisch nannte, sich aus der Kontrolle des Generals zu lösen, seine eigenen Pläne zu verfolgen und zudem Schleicher in der Gunst des greisen Hindenburg den Rang abzulaufen.
Hitler sah Papen zunächst als Rivalen um die Macht. Nachdem er ausgeschaltet worden war, zollte er ihm Anerkennung: So erblickte er 1942 sein großes „Verdienst“ darin, dass dieser 1932 durch die Absetzung der preußischen Landesregierung „den Einbruch in die heilige Verfassung vollzogen“ und so den ersten Schritt zur Beseitigung des „Weimarer Systems“ getan hätte. Hindenburg, der – nach den Worten Sebastian Haffners – in Papen „spät im Leben“ sein „Männlichkeitsideal“ gefunden haben soll, schickte Papen im Dezember 1932 ein Bild von sich mit der Widmung „Ich hatt’ einen Kameraden“. Hitler behauptete später, Hindenburg habe Papen zwar „ganz gern“ gehabt, in ihm aber auch „eine Art Windhund“ gesehen. Der ehemalige Wirtschaftsminister Hans von Raumer äußerte 1963, dass Papen die „Serenissimustaktik“, mit der die Männer um den Reichspräsidenten auf diesen eingewirkt hätten, am besten beherrscht und so einen unheilvollen Einfluss auf den „Ersatzmonarchen“ gewonnen habe. Papen müsse deswegen als der „Hauptschuldige“ für die fatalen Entscheidungen des Staatsoberhauptes in den Jahren 1932/1933 angesehen werden.
Hans-Otto Meissner, Sohn von Hindenburgs engstem Mitarbeiter Otto Meissner, konnte Papen aus nächster Nähe beobachten und urteilte, dieser sei „auf das hohe Amt in keiner Weise vorbereitet“ gewesen. Menschlich erschien ihm Papen als „besonders unsympathisch“. Ebenso habe der Vater „vom ersten Augenblick den Herrn von Papen absolut nicht leiden“ können. Außerdem sei er „überaus geltungsbedürftig“ gewesen: „Man gewann den Eindruck, dass ihm sehr daran gelegen war, von der ersten Minute seines Auftretens an bis zu letzten beachtet zu werden.“ „Ich vergesse nie den Ausdruck seines Gesichtes, es war die Blasiertheit in Person, wie man ringsherum flüsterte. Die hochgezogenen Augenbrauen, die leicht vorgebeugte Haltung und sein herablassender Blick auf die anderen Menschen sind mir bis heute unvergesslich.“ Im Übrigen sei Papen „tatsächlich, wie seine Gegner immer behaupteten, der Typ eines Herrenreiters [gewesen]: schon rein äußerlich war das vollkommen richtig. Aber der Wortbegriff ging weiter, sah man doch nach landläufiger Meinung im Herrenreiter einen hochmütigen, hohlköpfigen, blasierten und zudem adligen Reitersmann. Mit leicht vorhängenden Schultern ritt er über die eigenen Ländereien. Wie es in einem Spottlied der Zeit hieß, hatte er keine anderen Interessen als […] Pferde, Sekt und Weiber.“
Fritz Günther von Tschirschky, der von 1933 bis 1935 seine Stellung als Mitarbeiter Papens ohne dessen Wissen nutzte, um gegen den Nationalsozialismus zu kämpfen, urteilt im Rückblick über seinen Chef, sein Handeln sei „nie vorbedacht böswillig“ gewesen, doch hätten seine Handlungen oft „von unverantwortlicher Oberflächlichkeit“ hergerührt. Papen sei nicht in der Lage gewesen, „längere Zeit die einmal eingeschlagene Richtung beizubehalten“. Dies und seine Eigenschaften als „Diplomaten und Edelmannes alter Schule und die eines gläubigen Katholiken“ hätten nebeneinander in ihm bestanden und sich „nicht zu einer gesunden Harmonie verbunden […]. Darum war sein Bild so verzerrt.“
Noch entschiedener war die Ablehnung Papens auf der politischen Linken: Der Schriftsteller und Publizist Kurt Tucholsky erblickte in Papens Regierung „ein ancien regime der bösesten Art“. Der Journalist Alfred Polgar wiederum fällte in den späten 1930er-Jahren in einer Glosse unter dem Titel Der Herrenreiter ein vernichtendes Urteil über Papen, dessen „Charakterlosigkeitsbild in der Geschichte“ feststehe, denn: „Fundamentalsatz seiner sämtlichen Gesinnung ist: keine zu haben. Sein persönliches politisches Credo lautet: um jeden Preis oben bleiben. Sein Wahlspruch: ich dien’ … egal wem.“
In der außerdeutschen Presse und Literatur wurde Papen in den 1930er und 1940er Jahren zunächst tendenziell dämonisiert. Beinahe leitmotivisch war die Charakterisierung Papens als „Meisterspion“ und als „skrupelloser Intrigant“. Das amerikanische Time Magazine kennzeichnete ihn 1941 beispielsweise als einen eleganten Diplomaten, der in allem ein „preußisches Abbild“ des damaligen britischen Außenministers Anthony Eden sei – „mit Ausnahme seiner [fehlenden] Integrität“. Der Ungar Tibor Kövès betitelte seine im selben Jahr erschienene Papenbiografie, dem gleichen Gedanken verpflichtet, Satan in Top Hat („Teufel mit Zylinderhut“).

### Historiker
Die historische Forschung zeichnete mehrheitlich ein ausgesprochen negatives Bild von Person und Wirken Papens. Beinahe formelhaft wird er regelmäßig als „Herrenreiter“ und als „Hitlers Steigbügelhalter“ benannt. Die darin enthaltene Schuldzuweisung, Papen sei ein Hauptverantwortlicher dafür, dass Hitler den letzten Schritt zur Macht gehen konnte, wird bis heute von der Mehrzahl der Historiker vertreten. Der Papen-Biograf Joachim Petzold deklariert ihn bereits im Untertitel seiner Studie als „Ein deutsches Verhängnis“. Karl Dietrich Bracher bezeichnete ihn 1968 in einer Spiegel-Rezension seines Buchs Vom Scheitern einer Demokratie als „Mörder einer Demokratie“. Brachers Fazit lautete: „Wenn das Machwerk etwas lehrt, so den Bankrott der konservativ-autoritären und nationalistischen Staats-Ideologie.“ Andere Forscher sehen in ihm vor allem einen kurzsichtigen Reaktionär und einen politischen Dilettanten. So wurde etwa die These aufgestellt, dass die zahlreichen diplomatischen Ungeschicklichkeiten, die dem unerfahrenen Papen bei den Reparationsverhandlungen in Lausanne unterliefen, eine Einigung überhaupt erst möglich machten, weil sie die deutsche Verhandlungsposition schwächten. Richard Rolfs vergleicht Papen in seiner Biografie programmatisch mit der literarischen Figur des Zauberlehrlings, der in eitler Selbstüberschätzung Kräfte heraufbeschwört, die jenseits seiner Kontrolle liegen.
Den Charakter Papens beurteilten Historiker auch aus jahrzehntelangem Abstand ähnlich kritisch wie seine Zeitgenossen. Joachim C. Fest etwa, der ihn als typischen Vertreter der konservativen Kollaboration mit dem NS-Regime schilderte, bescheinigte Papen „moralische Unempfindlichkeit, einen fundamentalen Mangel an intellektueller Redlichkeit und jene vom Standesbewusstsein geprägte Allüre, die mit der Wahrheit umging, wie der Herr mit dem Personal.“ Golo Mann wiederum hob in der Situation von 1932/33 vor allem hervor: „daß ein Mensch von solchem Federgewicht einen kurzen Augenblick lang Weltgeschichte machen und entscheiden konnte.“ Gleichzeitig räumte Golo Mann jedoch auch ein, dass Papen „nicht schlecht, nicht böswillig im Grunde“ gewesen sei, jedoch ebenso eitel, intrigant und oberflächlich. Ebenso hätte er den Mut gehabt die größten Bedrohungen der Weimarer Republik, nämlich die extremen Parteien auf der Rechten und Linken zu verbieten, gleichsam jedoch um den Preis von Ausnahmezustand und dem Einsatz des Heeres. Letztlich habe es sich Papen in seiner Kanzlerschaft jedoch mit „gar zu vielen verdorben und gar zu wenige gewonnen.“ Golo Mann zeichnet demnach ein insgesamt eher differenziertes Bild.
Mit den Amerikanern Henry Mason Adams und Robin K. Adams fand Papen aber auch zwei leidenschaftliche Verteidiger, die in ihm einen „rebellischen Patrioten“ sehen wollten. Friedrich-Karl von Plehwe sieht in Papen zwar eine Unglücksfigur und kritisiert ihn nachdrücklich für sein Verhalten im Dezember 1932/Januar 1933 sowie für seine verfehlte Politik als Kanzler im Sommer und Herbst 1932, wendet sich aber gegen den leitmotivischen Gebrauch des Etiketts Herrenreiter, das er als willkürlich und ungerecht erachtet.

## Schriften
- Der deutsche Marine-Attachés Boy-Ed und der deutsche Militär-Attaché Franz von Papen aus Washington, die auf Wunsch der amerikanischen Regierung abberufen wurden Gemeinsam mit Karl Boy-Ed, Berlin 1917.
- Die französische Fremdenlegion, Eine Warnung für Deutschlands Söhne. Zentralverlag Berlin 1921.
- Papen begründet seine Stimmenthaltung. In: Der Ring vom 15. April 1932, S. 568 f. (kurzer Aufsatz, der zur Entscheidung, Papen zum Reichskanzler zu ernennen, entscheidend beitrug).
- Appell an das deutsche Gewissen. Reden zur nationalen Revolution. Oldenburg 1933.
- Appell an das deutsche Gewissen. Reden zur nationalen Revolution. Neue Folge. Oldenburg 1933.
- Die Unternehmerpersönlichkeit im neuen Staat. Berlin 1934.
- Der 12. November 1933 und die deutschen Katholiken. Münster 1934.
- Der Wahrheit eine Gasse. München 1952.
- Europa, was nun? Betrachtungen zur Politik der Westmächte. Göttingen 1954.
- Einige Bemerkungen zum Buch „Reichswehr, Staat und NSDAP“, „Beiträge zur deutschen Geschichte 1930–1932“ von Dr. Thilo Vogelsang. o. O. 1962.
- Wie Weimar starb: Gründe und Hintergründe zum Sturz der 1. Republik. Exklusiv-Interview mit Franz von Papen, Reichskanzler a. D., über die Vorgeschichte und die letzten Monate der Republik von Weimar. 1983. (Transkript eines Interviews mit Papen aus dem Jahr 1962, bearbeitet und herausgegeben von Hendrik van Bergh).
- Vom Scheitern einer Demokratie. 1930–1933. Mainz 1968.